# 松本浩幸
松本 浩幸（まつもと ひろゆき、1989年7月9日 - ）は、大阪府出身の元プロサッカー選手、サッカー指導者。ポジションは、ゴールキーパー。

## 来歴
関西大学第一高校を経て関西大学へ進学。2011年、国体の大阪府成年選抜に選出された。
2012年、ザスパ草津へ入団。公式戦出場はなく、2013年シーズン終了後に退団。
2014年、藤枝MYFCへ完全移籍。その後シーズン終了後に退団。
2015年3月、現役を引退し、立正大学サッカー部のゴールキーパーコーチに就任すると発表された。
2018年、九州大学サッカーリーグ1部の日本経済大学サッカー部の監督に就任。2020年デンソーカップ九州選抜のコーチも務める。
2022年、立正大学サッカー部コーチに就任。
2025年シーズンより、いわきFCのGKコーチに就任。

## 所属クラブ
- 2005年 - 2007年 関西大学第一高等学校
- 2008年 - 2011年 関西大学
- 2012年 - 2013年 ザスパ草津 / ザスパクサツ群馬
- 2014年 藤枝MYFC

## 個人成績
| 国内大会個人成績 | 国内大会個人成績 | 国内大会個人成績 | 国内大会個人成績 | 国内大会個人成績 | 国内大会個人成績 | 国内大会個人成績 | 国内大会個人成績 | 国内大会個人成績 | 国内大会個人成績 | 国内大会個人成績 | 国内大会個人成績 |
| 年度             | クラブ           | 背番号           | リーグ           | リーグ戦         | リーグ戦         | リーグ杯         | リーグ杯         | オープン杯       | オープン杯       | 期間通算         | 期間通算         |
| 年度             | クラブ           | 背番号           | リーグ           | 出場             | 得点             | 出場             | 得点             | 出場             | 得点             | 出場             | 得点             |
| 日本             | 日本             | 日本             | 日本             | リーグ戦         | リーグ戦         | リーグ杯         | リーグ杯         | 天皇杯           | 天皇杯           | 期間通算         | 期間通算         |
| ---------------- | ---------------- | ---------------- | ---------------- | ---------------- | ---------------- | ---------------- | ---------------- | ---------------- | ---------------- | ---------------- | ---------------- |
| 2009             | 関西大           | 16               | -                | -                | -                | -                | -                | 0                | 0                | 0                | 0                |
| 2012             | 草津             | 21               | J2               | 0                | 0                | -                | -                | 0                | 0                | 0                | 0                |
| 2013             | 群馬             | 21               | J2               | 0                | 0                | -                | -                | 0                | 0                | 0                | 0                |
| 2014             | 藤枝             | 1                | J3               | 1                | 0                | -                | -                | 0                | 0                | 1                | 0                |
| 通算             | 日本             | 日本             | J2               | 0                | 0                | -                | -                | 0                | 0                | 0                | 0                |
| 通算             | 日本             | 日本             | J3               | 1                | 0                | -                | -                | 0                | 0                | 1                | 0                |
| 通算             | 日本             | 日本             | 他               | -                | -                | -                | -                | 0                | 0                | 0                | 0                |
| 総通算           | 総通算           | 総通算           | 総通算           | 1                | 0                | -                | -                | 0                | 0                | 1                | 0                |

- Jリーグ初出場 - 2014年3月16日 J3第2節 対Jリーグ・アンダー22選抜（藤枝総合運動公園サッカー場）

## 指導歴
- 2014年 藤枝明誠高等学校サッカー部 GKコーチ
- 2015年 - 2017年 立正大学サッカー部 コーチ/GKコーチ
- 2018年 - 2021年 日本経済大学サッカー部 監督
- 2022年 - 2024年 立正大学サッカー部 GKコーチ
- 2025年 - いわきFC GKコーチ